# Regasilus strigarius
Regasilus strigarius là một loài ruồi trong họ Asilidae. Regasilus strigarius được Curran miêu tả năm 1931. Loài này phân bố ở vùng Tân nhiệt đới.